# PASS (théorie)
Pour les articles homonymes, voir Pass.
La théorie de l'intelligence Planning, Attention-Arousal, Simultaneous and Successive (PASS) a été proposée en 1975 par le psychologue indo-canadien Jagannath Prasad Das (en) et ses collaborateurs John R. Kirby et Ronald F. Jarman. JP Das a élaboré ultérieurement et progressivement cette théorie avec ses collaborateurs Jack A. Naglieri et JR Kirby (1994), puis Binod C. Kar & Rauno K. Parrila (1996). La théorie décrit quatre processus cognitifs fondamentaux : la planification, l'attention-vigilance, et les processus simultané et successifs (PASS).  
La théorie s'appuie sur les études de neuro-imagerie et les études cliniques de patients souffrant de lésions cérébrales, qui montrent que le cerveau a un fonctionnement modulaire. Ainsi, les dommages causés dans une aire spécifique du lobe temporal gauche affectent la production de la langue parlée et écrite, tandis qu'une lésion dans une autre aire cérébrale affectera la compréhension du langage. Elle s'inspire largement des travaux du psychologue et neurologue russe Alexandre Luria (1966). Cette théorie remet en question l'approche purement psychométrique de l'intelligence et la théorie du facteur g associée, en arguant que le cerveau est fait de systèmes fonctionnels interdépendants mais distincts. Elle a influencé la création de tests d'intelligence, en particulier le K-ABC, ainsi que la création de programmes de rééducation dans les domaines de l'apprentissage scolaire.

## Description

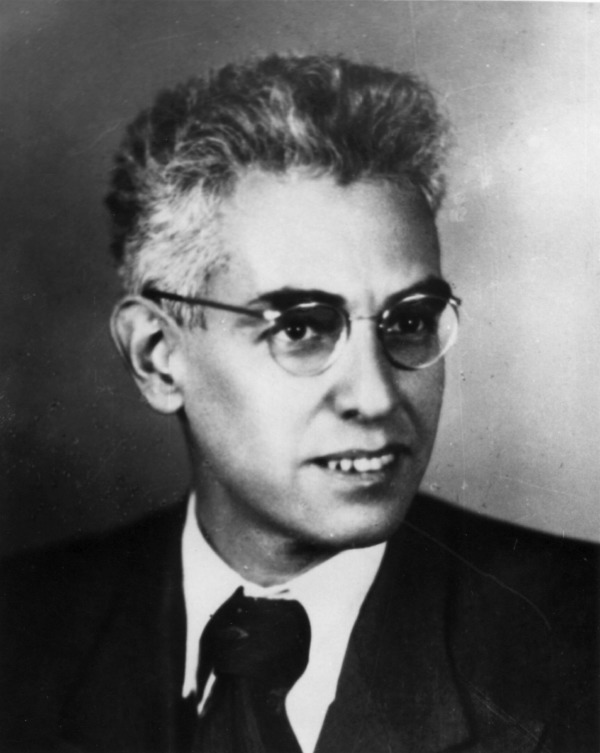
Alexandre Luria.

Aires cérébrales : frontale (bleu), temporale (vert), pariétale (jaune), occipitale (rouge).

Basé sur le travail pionnier du psychologue et neurologues russe Alexandre L. Luria (1966, 1973) sur la modularisation de la fonction cérébrale, et soutenu par les recherches ultérieures en neuro-imagerie, la théorie de l'intelligence PASS envisage une organisation de la cognition en systèmes et processus indépendants. Trois systèmes et quatre processus sont décrits et sont formées dans différentes régions du cerveau. 
- Le premier système est la planification, qui implique des fonctions de direction responsables du contrôle et de l'organisation de comportement, la sélection et l'élaboration de stratégies et le suivi de la performance[3]. La planification est principalement effectuée par le lobe frontal. Plus précisément, les fonctions de raisonnement sont associées aux aires dorso-latérales, et les décisions relevant du domaine social sont associées aux aires fronto-orbitales[4].
- Le deuxième, c'est l'attention-vigilance, qui est responsable du maintien de niveaux d'éveil et d'alerte. Il assure une focalisation (focus) sur les stimuli pertinents. Ce système implique le tronc cérébral (éveil), le thalamus (inhibition), et le lobe frontal (mobilisation des ressources attentionnelles, ce qui est lié et proche de la fonction de planification)[4].
- Le troisième système se compose de deux processus de traitement qui encodent, transforment et conservent les informations (les stimuli extérieurs et les connaissances) : le simultané et le successif[4]. Ces deux systèmes sont associés aux régions postérieurs du cortex. 
  - Le traitement simultané est actif lorsque la relation entre les éléments et leur intégration dans des unités d'information sont nécessaires : reconnaître et distinguer des figures, comme un triangle à l'intérieur d'un cercle ou un cercle à l'intérieur d'un triangle ; reconnaître la différence entre le sens des phrases « Il a pris sa douche avant le petit-déjeuner » et « Il a pris son petit-déjeuner avant sa douche ». Le traitement simultané est en grande partie associé aux aires occipitales et pariétales.
  - Le traitement successif est requis pour organiser des éléments séparés dans une séquence : se souvenir d'une séquence de mots ou d'actions exactement dans l'ordre dans lequel ils ont été présentés. Le traitement successif est en grande partie associé aux lobes frontaux et temporaux[4].

Tous ces processus prennent place dans un contexte où de nombreuses informations sont traitées. Ces informations sont décrites par le modèle comme la base de connaissances, d'origine tacite ou explicite.

## Influence sur les tests de mesure des fonctions cognitives et de l'intelligence

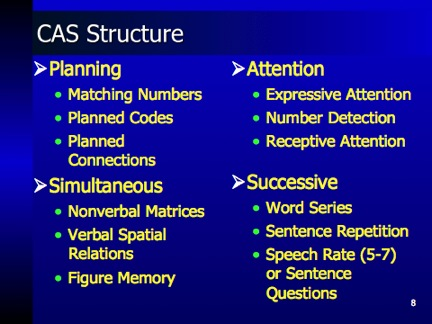
Structure de la batterie de tests cognitifs CAS de Das et Naglieri.

La théorie PASS fournit le cadre théorique d'un instrument de mesure appelé le Das–Naglieri cognitive assessment system (CAS) (en), publié en 1997. Ce test est conçu pour fournir une évaluation nuancée du fonctionnement intellectuel, fournissant des informations sur les points forts et les points faibles de chacun des quatre processus cognitifs. Cet accent mis sur les processus cognitifs est utile dans le cadre d'un diagnostic différentiel. Le CAS aide au diagnostic des troubles d'apprentissage, des troubles de l'attention (ADD), de l'autisme, du retard mental, des modifications cognitives dues au vieillissement ou au syndrome de Down, et, aux changements cognitifs résultant d'un accident vasculaire cérébral. Son utilité en tant que théorie et instrument de mesure pour la planification et la prise de décision en management a également été suggérée.[réf. nécessaire]
L'approche a joué un grand rôle dans la conception du test K-ABC de Alan S. Kaufman et Nadeen L. Kaufman, ainsi que la révision du test (K-ABC II) en 2004, qui a combiné les théories de Luria et de Das et ses collaborateurs, avec l'approche psychométrique dominante (tests de Wechsler).

## Thérapie cognitive et amélioration cognitive
La théorie PASS fournit le cadre théorique d'un programme d'amélioration de la lecture, le PASS Reading Enhencement Programme (PREP), un programme visant à améliorer les processus de planning, attention et stratégies de traitement de l'information impliqués dans l'activité de lecture. Un autre programme vise à améliorer les processus cognitifs de base (COGENT) en vue d'une meilleure préparation à la scolarité (Das, 2009). Ces deux programmes d'intervention sont basés sur des études menées par Das et collaborateurs.

## Limites et critiques
La théorie PASS a été remise en question par des résultats d'analyses factorielles sur la batterie de test CAS menées par Kranzler et Keith en 1999. Leurs analyses n'ont pas démontré, comme attendu sur un plan théorique, l'existence de quatre facteurs indépendants. En particulier, les études factorielles ne montrent pas que l´attention et le planning seraient des processus distincts,. 
Malgré ces critiques issues de l'approche psychométrique, les auteurs de la théorie défendent cette approche, la jugeant plus utile dans les situations cliniques et neuropsychologiques, permettant de conceptualiser et de tester efficacement les sous-populations cliniques ou sortant des normes (par exemple les enfants surdoués),.